# Internet Explorer 9
Pour un article plus général, voir Internet Explorer.
Chronologie des versions
Internet Explorer 8 Internet Explorer 10
Internet Explorer 9 est une version du navigateur Internet Explorer sortie le 14 mars 2011.
IE9 ne fonctionne pas sous Windows XP bien que d'autres navigateurs de même génération tels que Mozilla Firefox et Google Chrome soient compatibles avec Windows XP. Selon Microsoft, le HTML 5 et la prise en charge de l'accélération matérielle nécessitent un système récent, bien que les navigateurs désignés ci-dessus soient capables des mêmes capacités. Les technologies comme Direct2D et DirectWrite, utilisées par IE9 et développées par Microsoft, n'ont pas été portées sous Windows XP. C'est pourquoi il semblerait que Microsoft veuille par cette occasion faire migrer le grand parc XP vers 7.

## Développement
Le développement de IE 9 a commencé peu après le début de la distribution d'IE 8. Microsoft a commencé à prendre en compte des suggestions de fonctionnalités de la communauté via Microsoft Connect peu de temps après la publication d'IE 8. Jusqu'à présent, l'équipe de IE est axé sur l'amélioration du soutien pour HTML5 et l'ajout du support de XHTML et SVG.
Microsoft a annoncé lors du PDC 2009 et a insisté surtout sur la façon dont il tire parti de l'accélération matérielle dans DirectX pour améliorer les performances des applications Web et d'améliorer la qualité de la typographie web.
Plus tard, Microsoft a annoncé qu'ils avaient rejoint le W3C SVG Working Group, qui a déclenché la spéculation que soit IE9 soutiendra SVG. Cela a été prouvé vrai au MIX10, où ils ont fait preuve de soutien pour le balisage SVG de base et un support amélioré pour HTML5. Ils ont également annoncé qu'ils augmenteraient considérablement son développement lorsque la première bêta sera disponible. L'équipe IE a également introduit le nouveau moteur JavaScript, au nom de code Chakra, qui compile le code en code natif.
Lors du MIX10, un aperçu de la plate-forme a été mis à disposition du public. Ce n'était pas une version complète d'Internet Explorer, mais seulement une version destinée à tester la dernière version du moteur de rendu Trident. Il contient une interface utilisateur minimaliste. Il est destiné aux développeurs web et permet d'envoyer les informations sur les améliorations apportées. Microsoft dit qu'il sera mis à jour environ toutes les huit semaines.
Il supporte entre autres le système Flash d'Adobe.

### Fonctionnalités
Internet Explorer 9 obtient, comme Mozilla Firefox 7, 100/100 au test Acid3 (à la suite d'une mise à jour du test publiée le 17 septembre 2011) alors qu'à sa sortie, il n'obtenait que 95/100. IE8 obtient 20/100 tandis que Google Chrome obtient le 100/100 depuis 2009.

### Pré-versions
- Pré-version 1 : publiée le 16 mars 2010. Cela permet de tester le cœur du système, le moteur uniquement car il n'y a pas d'interface à proprement parler. C'est une simple fenêtre avec laquelle on peut naviguer sur Internet de façon très élémentaire[11],[12]. Test Acid3 55/100 (+35 par rapport à IE8).
- Pré-version 2 : publiée le 5 mai 2010. Cette pré-version améliore les performances, le support des standards et l'accélération matérielle du HTML5[13],[14]. Test Acid3 68/100 (+13).
- Pré-version 3 : publiée le 23 juin 2010. Ajout du support des balises <audio> et <video> de HTML5 ainsi que de <canvas>[15], Test Acid3 83/100 (+15).
- Pré-version 4 : publiée le 4 août 2010. Le moteur JavaScript Chakra est désormais complètement intégré à IE9 pour de meilleures performances, Test Acid3 95/100 (+12)[16].
- Pré-version 5 : publiée le 15 septembre 2010. C’est une version identique à la version bêta sortie le même jour dont seul l’interface d’utilisation change.
- Pré-version 6 : publiée le 28 octobre 2010. C'est une version sans interface.
- Pré-version 7 : publiée le 17 novembre 2010. C'est une version sans interface.
- Pré-version 8 : publiée le 10 février 2011. C’est une version identique à la version RC sortie le même jour dont seul l’interface d’utilisation change.

- Version finale le mardi 15 mars 2011[17],[18],[19],[20],[21].

| Ancienne version | Version actuelle | Version à venir |

| Version du moteur             | Nom de Code                          | Date de lancement | Test Acid3                                          | Changements significatifs    |
| ----------------------------- | ------------------------------------ | ----------------- | --------------------------------------------------- | ---------------------------- |
| 1.9.7745.6019                 | Platform Preview 1                   | 16 mars 2010      | 55/100                                              |                              |
| 1.9.7766.6000                 | Platform Preview 2                   | 5 mai 2010        | 68/100                                              |                              |
| 1.9.7874.6000                 | Platform Preview 3                   | 23 juin 2010      | 83/100                                              |                              |
| 1.9.7916.6000                 | Platform Preview 4                   | 4 août 2010       | 95/100                                              |                              |
| 1.9.7930.16406 9.0.7930.16406 | Platform Preview 5 Beta              | 15 septembre 2010 | 95/100                                              | Nouvelle interface           |
| 1.9.8006.6000                 | Platform Preview 6                   | 28 octobre 2010   | 95/100                                              |                              |
| 1.9.8023.6000                 | Platform Preview 7                   | 17 novembre 2010  | 95/100                                              |                              |
| 1.9.8080.16413 9.0.8080.16413 | Platform Preview 8 Release Candidate | 10 février 2011   | 95/100                                              | Léger changement d'interface |
| 9.0.8112.16421                | Internet Explorer 9                  | 14 mars 2011      | 95/100 puis 100/100 (test mis à jour le 17-sept-11) | Version Finale d'IE9         |